# JW Marriott Ciudad de Kuwait
El JW Marriott Ciudad de Kuwait anteriormente el hotel Le Meridien de la Ciudad de Kuwait, es un hotel que pasó a manos de Marriott Internacional en noviembre de 2002, y se relanzó el 1 de enero de 2003. 
En 1978, una de las primeras empresas del estado real en el Oriente Medio convocó a trabajar en la construcción de un centro comercial con un hotel que se llamaba Salhya, centro comercial que hoy es uno de los más lujosos de la ciudad de Kuwait. En 1980, Le Meridien Kuwait abrió al mercado internacional como uno de los hoteles más lujosos de la zona, y como uno de los primeros hoteles de clase internacional en Kuwait. 
En 1990, el vestíbulo del hotel y el primer piso fueron dañados en la guerra con Irak. Una vez finalizado el conflicto, las áreas afectadas fueron restauradas y reconstruidas para reabrirlas a los huéspedes.